# Вот конь бледный (фильм)
«Вот конь бледный» (англ. Behold a Pale Horse) — американский драматический военный фильм 1964 года режиссера Фреда Циннемана с Грегори Пеком, Омаром Шарифом и Энтони Куинном в главных ролях. Фильм основан на романе Эмерика Прессбургера «Убить мышь в воскресенье», в котором в общих чертах описывается жизнь испанского партизана-анархиста Франсиско Сабате Льопарта.

## Сюжет
Гражданская война в Испании. В колонне испанских республиканских беженцев, пересекающих границу с Францией после поражения от войск Франко, идет Мануэль Артигес. Он пытается вернуться на фронт, но друзья останавливают его и убеждают: «Мануэль, война уже проиграна!»
История продолжается двадцать лет спустя. Мальчик (Пако) спрашивает человека по имени Педро, почему Артигес больше не совершает своих партизанских вылазок против режима Франко в Испании. Педро отправляет Пако в город По во Франции, чтобы найти Артигеса. Когда он находит его, он объясняет свое желание убить начальника местного контингента гражданской стражи Виньоласа за убийство его отца, совершенное стражниками потому, что он не раскрыл местоположение Артигеса.
Тем временем Виньолас узнает, что мать Артигеса умирает в больнице Сан-Мартин, и готовит там ему ловушку. Но мать Артигеса умирает как раз после того, как просит священника, отца Франсиско, предупредить её сына, чтобы тот не приходил. Виньолас также отправляет информатора Карлоса, старого друга Артигеса, с ложной информацией о смерти: мол, она не умерла, но очень больна и утверждает, что хочет увидеть своего сына. Когда священник прибывает в По, где он находит убежище Артигеса, того нет дома. Священник сообщает Пако о смерти матери Артигеса. Пако сначала не передает информацию Артигесу, но позднее он опознаёт человека (Карлоса) в доме Артигеса как двойного агента Виньоласа и сообщает Артигесу информацию, принесённую священником. Пытаясь разобраться в происходящем, Артигес отвозит Пако и Карлоса в Лурдес, пытаясь найти священника, но его там больше нет. Карлоса отпускают. Однако на обратном пути они всё же находят священника и все трое отправляются в дом Артигеса. Когда Карлос возвращается, чтобы забрать свой рюкзак, он обнаруживает ловушку и убегает. После бурного обсуждения Артигес всё равно решает отправиться в Сан-Мартин, чтобы убить Виньоласа. Оказавшись в городе, Артигес обнаруживает франкистского стрелка, стоящего на крыше больницы, нападает на него и убивает. В больнице ему удается убить нескольких полицейских, но и он изрешечен пулями и в конечном итоге отправляется вместе с матерью в морг.

## В ролях
- Грегори Пек — Мануэль Артигес
- Энтони Куинн — капитан Виньолас
- Омар Шариф — Франсиско, священник
- Реймон Пельгрен — Карлос
- Паоло Стоппа — Педро
- Милдред Даннок — Пилар, мать Артигеса
- Кристиан Маркан — Заганар
- Майкл Лонсдейл — репортёр

## Восприятие
Несмотря на рекламные туры Пека по США и Циннеманна в Лондоне и Париже, фильм не имел кассового успеха, и сборы не смогли окупить производственные затраты. По словам режиссёра, это произошло потому, что Гражданская война в Испании давно стёрлась из памяти зрителей.
Из-за сцен, в которых Виньолас показан с любовницей и берущим взятки, испанское правительство не только запретило съёмки в Испании, но и впоследствии вовсе наложило бан на студию Columbia Pictures и распространение какие-либо её фильмов в Испании. В результате Columbia была вынуждена продать своё испанское дистрибьюторское подразделение и не вела деятельность в стране до тех пор, пока несколько лет спустя не согласилась выпустить несколько испанских фильмов в Европе и Америке. За несколько месяцев до выхода фильма вице-президент Columbia М. Дж. Франкович подсчитал, что студия потеряла миллионы долларов из-за того, что продолжила производство вопреки желанию испанского правительства.